# Izzy Neal
Izzy Neal (* 20. Mai 2001) ist eine neuseeländische Leichtathletin, die sich auf den Sprint spezialisiert hat.

## Sportliche Laufbahn
Erste internationale Erfahrungen sammelte Izzy Neal im Jahr 2022, als sie bei den Ozeanienmeisterschaften in Mackay in 53,47 s die Silbermedaille im 400-Meter-Lauf hinter ihrer Landsfrau Rosie Elliott gewann und mit der neuseeländischen 4-mal-400-Meter-Staffel in 3:35,03 min die Goldmedaille gewann. 2025 schied sie bei den World University Games in Bochum mit 53,72 s im Halbfinale über 400 Meter aus und belegte mit der Staffel in 3:35,22 min den sechsten Platz.
In den Jahren 2021, 2022 und 2025 wurde Neal neuseeländische Meisterin in der 4-mal-400-Meter-Staffel.

## Persönliche Bestzeiten
- 200 Meter: 23,94 s (−1,2 m/s), 12. Februar 2022 in Auckland
- 400 Meter: 52,79 s, 5. März 2022 in Hastings